# 馬淵かの子
馬淵 かの子（まぶち かのこ、旧名：津谷 鹿乃子〈つたに かのこ〉、1938年〈昭和13年〉1月6日 - 2025年〈令和7年〉1月4日）は、日本の元飛込競技選手。現役時代は倉敷レーヨンに所属した。

## 経歴・人物
松蔭女学校入学と同時に飛込競技を始め、1954年、16歳で日本代表としてアジア大会に初出場。1954年から1974年までのアジア大会にて3m飛板飛込と10m高飛込で計5個のメダルを獲得した。夫である馬淵良とともに1956年メルボルン、1960年ローマ、1964年東京オリンピックで7位から16位に入る。産後、一度は引退するも現役復帰を果たしている。娘の馬淵よしのもオリンピックに出場した飛込競技選手。
二度目の現役引退後は夫・良と共にJSS宝塚スイミングスクール（日本国内初の飛込競技専用屋内プール）を立ち上げ、実娘の馬淵よしの、寺内健、玉井陸斗など数多くの選手を指導、80歳を超えるまで現役指導者であった。
2024年パリオリンピックには指導した玉井陸斗が男子高飛込に出場し、銀メダルを獲得した。その後、同年に膵臓がんに罹患している事が判明し、入退院を繰り返していた。
2025年1月4日午後7時48分、肺炎のため神戸市内の病院で死去。86歳没。87回目の誕生日を迎える2日前に病死した。